# クール司教領

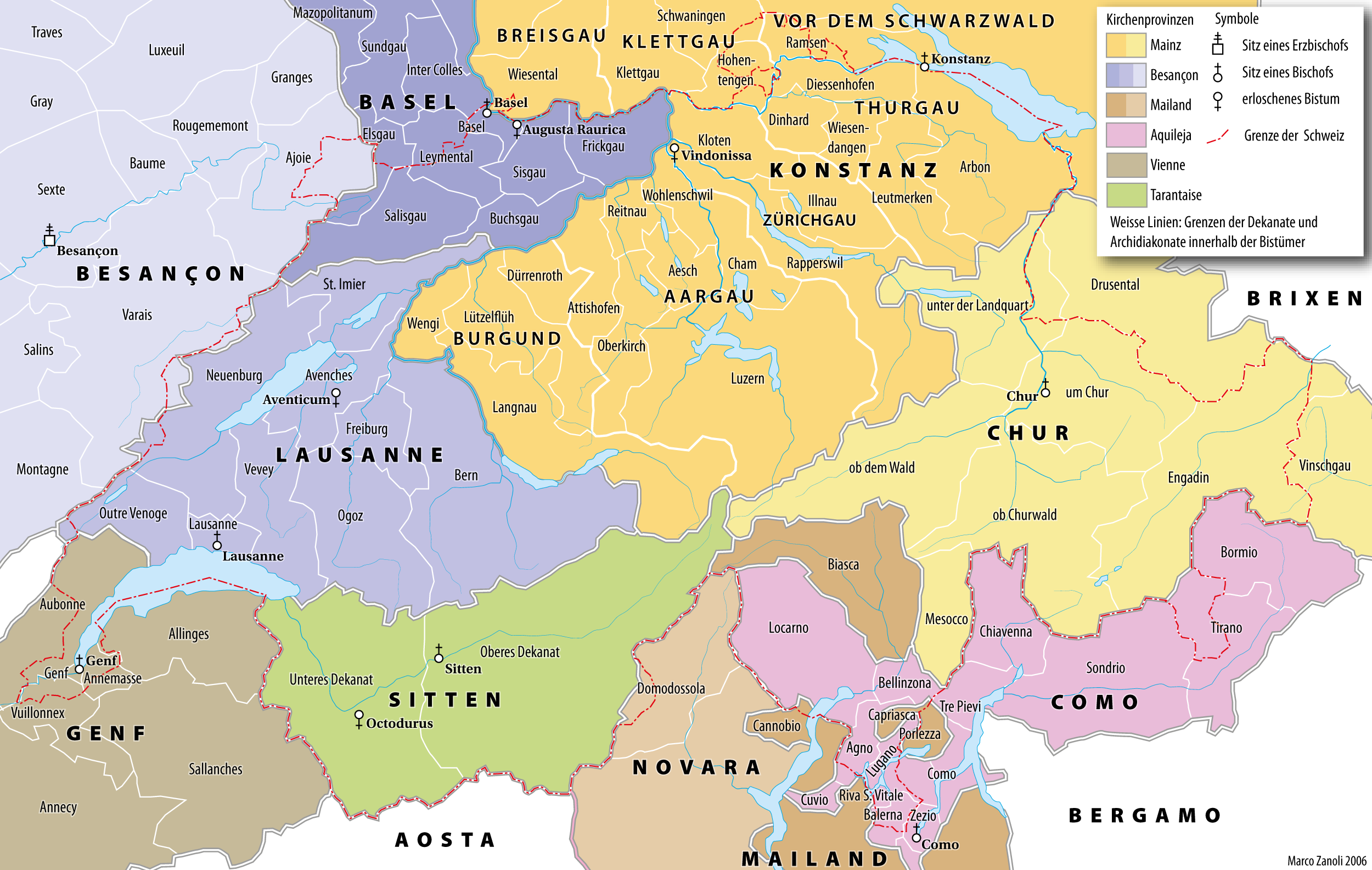
スイスにおけるクール司教領（黄色）

現在のクール司教区

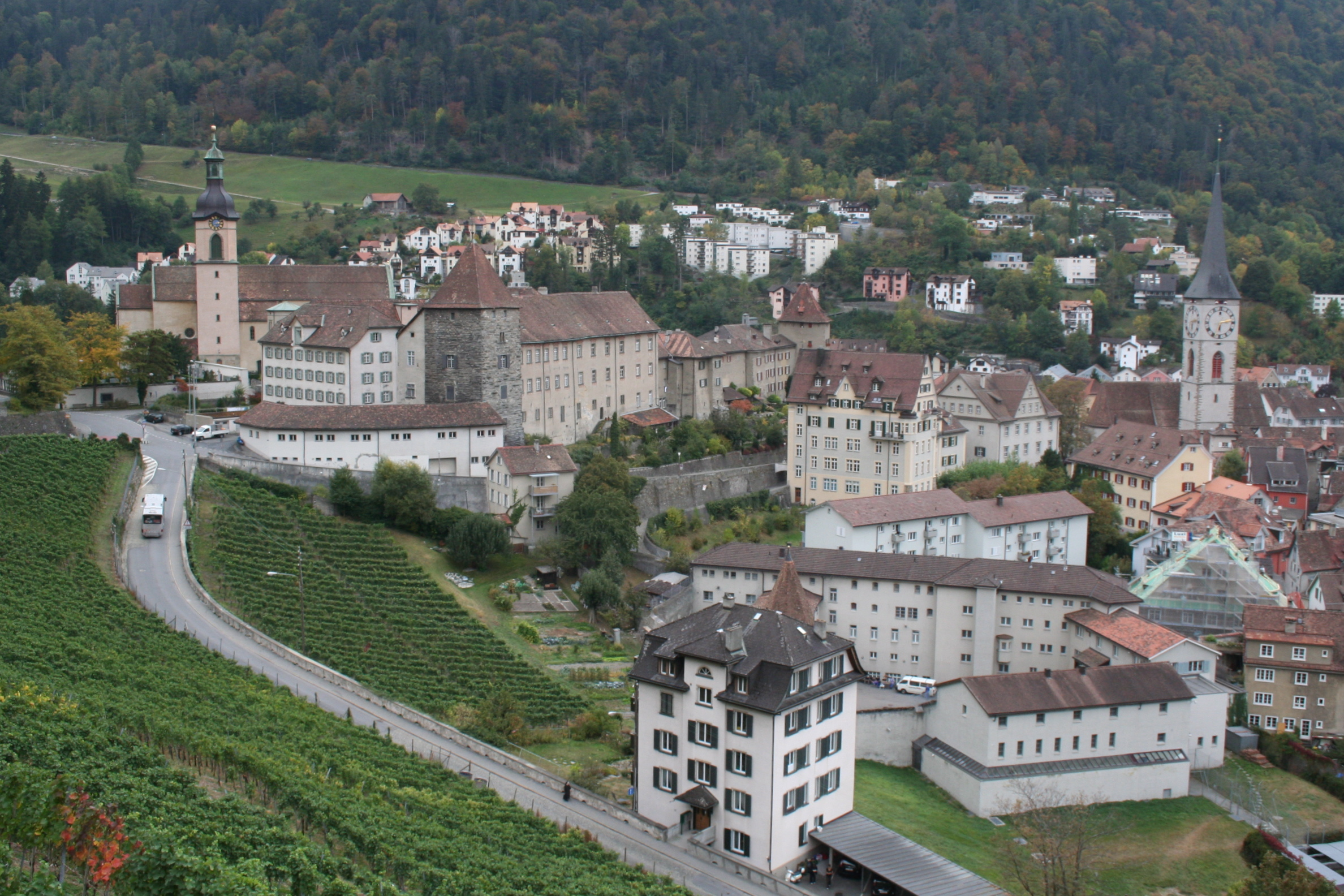
クール市街を見下ろすクール司教庁。左側はクール大聖堂

クール司教領 (ドイツ語: Hochstift Chur, Fürstbistum Chur, Bistum Chur) は、クール（現スイス領）に存在した司教領。神聖ローマ帝国の直属身分であり、ゴッテスハウス同盟の盟主でもあった。クール司教領はクール近郊からエンガディン地方まで、またヴィンシュガウ渓谷までを支配していた。
歴史上の国家であるクール司教領は、現在まで続いているクール司教区と区別する必要がある。

## 歴史
クール司教区は451年に創設され、アシニオ（Asinio）が初代司教となった。1170年、神聖ローマ皇帝フリードリヒ1世が司教区を諸侯としての司教領に格上げした。
1621年10月、バルディロン縦隊長という者が率いる8000人のオーストリア軍が、クール司教領とゴッテスハウス同盟を攻撃し、同年11月22日にクールを占領した。その後の和平交渉により、クール司教領は下エンガディンをオーストリアに割譲し、オーストリア軍のクール駐屯と司教領内の道路使用を認めた。1624年10月27日、Coeuvres侯率いるフランス・スイス軍8000人がクールのオーストリア軍守備隊を襲撃した。オーストリアは春に守備隊の大部分を引き上げていたため、フランス軍は瞬く間に穴だらけの防衛体制を突破し、クールとその周辺を制圧した。15世紀から16世紀の原初同盟のアルプス越えの時代には、クール司教領はヴァルテッリーナ、ボルミオ、キアヴェンナを支配下に収めていた。

## クール司教叙任権
聖界諸侯であるため、元首たる司教は本来ローマ教皇に任命されるものであった。しかしクール司教は、少なくとも1440年の例では、新しい司教が就任する際に教皇エウゲニウス4世ではなくマインツ選帝侯が承認を行っている。1441年には、コンスタンス司教ハインリヒ・フォン・ヒョーヴェンがクール司教を兼ねた。1447年1月12日、エウゲニウス4世は神聖ローマ皇帝フリードリヒ3世への教皇勅書で、皇帝がクール司教の叙任権を終身保有することを認めた。

## 司教の一覧
- アシニオ: 451年 – ?[3]
- ウァレンティニアヌス: ? – 548年[11]
- アダルグロット2世: 1150年 – 1160年10月[12]
- ハインリヒ2世: 1180年 – 1193年[13]
- アルノルト2世: 1210年 – 1221年12月24日[14][15]
- ルドルフ2世: 1223年 – 1226年[15]
- ベルトルト: 1226年 – 1233年8月25日[16][15]
- ウルリッヒ4世: 1233年 – 1237年[15]
- フォルツナント: 1238年 – 1251年[15]
- ハインリヒ・フォン・ヒョーヴェン: 1441年 – ?[9]